# غازي يوسف
غازي يوسف، نائب في البرلمان اللبناني، من مواليد بيروت في العام 1954، متأهل من رندة أبو شقرا ولهما ثلاثة أولاد.

## دراسته وعمله
- حصل على البكالوريوس في الاقتصاد من جامعة واين ستايت ـ ديترويت ـ ميشيغان سنة 1976.
- حصل على الماجستير في الاقتصاد من الجامعة نفسها عام 1977 ومن ثم الدكتوراه في العام 1983.
- تولى منصب الأمين العام للمجلس الأعلى للخصخصة التابع لرئاسة مجلس الوزراء اللبناني بين عامي (2001 ـ 2004).
- مدرس مادة الاقتصاد في الجامعة الأميركية في بيروت.

## في النيابة
- انتخب نائباً عن دائرة بيروت الثالثة في دورة 2005 وفاز بالتزكية.
- أعيد انتخابه عن نفس الدائرة في العام 2009 ميلادي.